# Al Mustaquilla
Al Mustaquilla (arabe : المستقلة), signifiant « L'Indépendante », est une chaîne de télévision arabophone privée fondée par le Tuniso-Britannique Hechmi Hamdi.

## Histoire
Après avoir fondé l'hebdommadaire Al Mustaquilla en 1993, Hechmi Hamdi lance en 1999 une chaîne satellitaire portant le même nom. À ses débuts, la chaîne diffuse en numérique sur Arabsat. En 2001, avec le succès de l'émission Le Grand Maghreb, la chaîne diffuse également en analogique pendant quelques heures le dimanche sur l'un des satellites d'Eutelsat, pour atteindre les téléspectateurs tunisiens majoritairement équipés de récepteurs analogiques à l'époque.
En 2005, Hamdi lance une deuxième chaîne, Democracy, diffusant sur la même fréquence et s'occupant essentiellement de l'actualité irakienne.

## Impact sur la vie politique tunisienne
À la fin de l'année 2000, Hamdi ouvre sa télévision aux opposants du régime de Zine el-Abidine Ben Ali. Le sociologue des médias Riadh Ferjani écrit à ce sujet : « L'émission intitulée Al Maghrib Al Kabir (Le Grand Maghreb), mais exclusivement consacrée à la Tunisie, fera, dès le départ, l'objet d'un débat au sein de la société tunisienne puisqu'elle donne la parole aux personnalités de l'opposition démocratique non reconnue par les autorités. De Mohamed Charfi, ancien ministre de l'Éducation nationale, à Moncef Marzouki, ex-président de la Ligue tunisienne des droits de l'homme, en passant par Omar S'habou, figure du journalisme indépendant, exilé en France, les bêtes noires du gouvernement ont pu s'exprimer librement sur les antennes d'Al Mustakilla, devant une chaise vide réservée au représentant du pouvoir. Ce dernier, tout comme le mouvement islamiste Ennahdha, n'a jamais daigné répondre aux sollicitations répétées de Hachemi Hamdi ».
L'émission, diffusée le dimanche après-midi, provoque en Tunisie la fureur des autorités. Des plaintes sont ainsi déposées contre la chaîne et une campagne médiatique se déchaîne contre son propriétaire. Hamdi finit par céder aux pressions et arrête l'émission. La chaîne diffuse par la suite des discours du président Ben Ali et des spots publicitaires pour la promotion du tourisme tunisien.

## Émissions
- Al Maghrib Al Kabir (Le Grand Maghreb)
- Al Hiwar Assarih (Le Franc dialogue) : débat religieux entre sunnites et chiites diffusé en direct le soir durant le mois de ramadan